# Distretto di Sayán
Il distretto di Sayán è uno dei dodici distretti della provincia di Huaura, in Perù. Si trova nella regione di Lima e si estende su una superficie di 1.310,77 chilometri quadrati.
Ha per capitale la città di Sayán.